# Ecstacy (마이 블러디 밸런타인의 음반)
“Ecstasy”는 1987년 11월 23일 레이지 레코드를 통해 발매된 아일랜드의 얼터너티브 록 밴드 마이 블러디 밸런타인의 두 번째 미니 음반이다. 레이지 레코드에서 마지막으로 발표한 밴드의 음반으로, 3천 장 한정판으로 발매되었다. 또한 초기의 마이 블러디 밸런타인 보컬리스트 데이비드 콘웨이의 탈퇴로 인해 영입된 보컬리스트이자 기타리스트인 빌린더 부처가 참여한 두 번째 작품이다. “Ecstasy”는 마이 블러디 밸런타인이 초기에 레이블을 통해 발매한 작품처럼 노이즈 팝과 트위 팝의 표준을 따랐으며, 지저스 앤드 메리 체인, 러브, 버즈처럼 많은 음악가에게 영향을 받으며 이전의 포스트펑크 및 고딕 록 사운드와 거리를 두었다.
음반은 녹음 세션을 진행하는 동안 마스터링 과정의 오류를 포함하여 몇 가지 기술적, 재정적 문제를 겪었고, 밴드는 결과에 만족하지 못하였다. 비록 발매 후 “Ecstasy”는 어느 정도의 호평을 받게 되고, 영국 인디펜던트 음반 차트에서 12위를 기록하는 등의 성공을 하게 된다. 이 음반은 이후 마이 블러디 밸런타인의 이전 싱글 ‘Strawberry Wine’과 함하여 밴드의 동의 없이 1989년 레이지 레코드에서 발매된 컴필레이션 음반 “Ecstasy and Wine”으로 재발매됐다.

## 배경
1986년 “The New Record by My Bloody Valentine”와 이듬해 싱글 ‘Sunny Sundae Smile’의 발매로 언더그라운드 신에서의 조그마한 성공을 거두게 된 후 본래 마이 블러디 밸런타인의 보컬리스트로 활동하던 데이비드 콘웨이는 위 관련 문제와 음악에 대한 환멸, 그리고 작가가 되겠다는 야망을 가지게 되면서 밴드를 떠났다. 당시 남은 멤버는 기타리스트였던 케빈 실즈와 드럼을 맡은 콜름 오시오소익, 베이스를 연주하는 데비 구지로, 세 명은 다른 이름으로 새로운 밴드를 결성하는 것에 대해 심사숙고하였다. 하지만 밴드는 대신 런던의 지역 음악 매체에 보컬리스트 모집 광고를 게재하게 되는데, 광고가 모리세이의 영향을 받은 많은 보컬리스트들의 신청이 밀려왔고, 후에 실즈는 이에 관해 "무의미하고, …형편없으며 고통스러운" 경험이었다고 회고하였다. 결국 밴드는 친구를 통하여 두 명의 보컬리스트 조이 바이필드와 빌린다 부처를 영입하였다. 1987년 4월 두 사람을 보컬로 둔 공연을 치르고 난 후, 마이 블러디 밸런타인은 바이필드가 밴드와는 적압하지 않다고 결론을 내리면서 해고를 하게 되었다. 반면 어렸을 때 클래식 기타를 연주하고 몇몇 여자 친구와 재미로 탬버린을 연주한 경험이 있던 부처는 마이 블러디 밸런타인의 새로운 보컬리스트가 되었고 1987년 중반부터 함께 리허설을 시작하였다.
‘Sunny Sundae Smile’을 발매했던 레이지 레코드는 1987년 여름 마이 블러디 밸런타인에게 정규 음반을 낼 것을 요청하였다. 하지만 밴드는 새롭게 결성된 라인업이 "아직 몇 달이 채 되지 않았고, 진정할 시간이 없었다"고 이야기하면서 레이블의 요청을 거절하였다. 대신 밴드는 레이블과 상의에 들어갔고, 정규 음반 대신 미니 음반을 발매하고, 그 이전에 싱글을 내는 것으로 타협하였다. 그렇게 발매된 싱글 ‘Strawberry Wine’은 1987년 11월 9일에 발매되어 영국 인디펜던트 싱글 차트에서 13위를 달성하였다.

## 녹음
“Ecstasy”의 녹음 세션은 ‘Strawberry Wine’의 녹음 세션 이후 일주일 뒤에 열렸다. 마이 블러디 밸런타인은 음반을 녹음하는 데 총 10일을 소요하였다. 케빈 실즈는 세션에 "지휘가 없었고, 밴드는 자신들이 무엇을 하고 있는지도 몰랐다"와 "이 모든 곡들을 빠르고, 데모처럼 만들었다"고 밝혔다. 이때 밴드가 끔찍하다고 생각해 최종 발매에는 수록하지 않은 곡들이 다수 녹음되었다. 하지만 세션은 "밴드가 스튜디오에서 실제로 제대로 연주한 것이 처음"이었고, 그 결과 극단적이고 약간 비열함이 들어간 기타 사운드가 연출되면서 후에 마이 블러디 밸런타인의 음악과 엮이게 된다.
“Ecstasy”의 녹음은 기술적 그리고 재정적인 오류로 인해 난항을 겪고, 결국 음반의 최종 발매에 영향을 끼친다. 마스터 작업 과정은 음반의 엔지니어인 스티브 넌의 영향을 받았는데, 스티브 넌은 마스터 레코딩을 하기 전체 최종 믹스의 원본 자료를 잘못 보관하였다. 시릊는 그 후 "무엇이 잘못됐는지 지적하기 위하여 엔지니어를 스튜디오로 데려왔다"고 말했지만 레이지 레코드는 음반 녹음 과정에 있어 더 많은 돈을 투자하는 걸 거부했다. 그 결과 본래 황홀했던 소리의 상당 부분이 상실되었고, 음조는 탁해졌고, 음반은 "녹음 과정을 거치며 돈이 반쯤은 바닥난 것처럼 보이는 그룹의 작품"이 되었다.

## 구성
“Ecstasy”의 일곱 곡은 모두 케빈 실즈가 작곡하고 작사하였으며, ‘The Things I Miss’, ‘Clair’, ‘(Please) Lose Yourself in Me’에는 콜름 오시오소익이 공동 작사작곡가로 참여하였다. 실즈는 음악과는 대조되는 가사의 내용에 대하여 "노래가 달콤하게 들릴지 모르지만 주제가 꼭 좋아야 하는 것만은 아니다. 많은 것들이 관계에 기반을 두고 있지만, 대부분이 모호한 관계에 있으며, 남자가 여자를 만나는 것만이 있는 것은 아니다. 남자가 남자를 만난다거나 여자가 여자를 만날 수도 있다. 그 후 그곳엔 증오나 엉뚱한 생각이 생겨난다."고 언급하였다. 오시오소익은 "연애 중에 느끼는 감정의 이상한 왜곡"이라고 얘기하였고, 가사에 관해서는 극단적인 걸로 즐거움을 느끼기 때문이라고 묘사하였다. 실즈는 이 가사가 밴드의 초기 작품에서 발전한 것이라고 밝히며 "가사에서의 공포를 설탕으로 코팅한 달콤한 팝송을 작곡하여 차트를 뒤흔드는 것이 우리의 유머 감각을 보여주는 것"이라고 말하였고, “Ecstasy”의 작사 과정은 "아까 순수한 소음을 낸 후의 신선함"이라고 정의하였다.
마이 블러디 밸런타인은 지저스 앤드 메리 체인의 영향을 받은 이 음반에서 노이즈 팝 사운드를 실험하였고, ‘Strawberry Wine’과 유사한 트위 팝의 요소를 통합하였다. 실즈는 “Ecstasy”의 녹음 세션 동안 12줄짜리 전기 기타를 사용하였고, 작곡을 하는 과정에서 버즈의 영향을 받아 기타 톤을 쟁글 쟁글하게 만들었다. 작가 콜린 라킨은 “Ecstasy”의 사운드를 "버즈소 기타를 사용한 버블검 팝"이라고 묘사하였는데, 이는 이전작 “This Is Your Bloody Valentine”의 평가에서 "포스트펑크와 고딕 록 사운드를 좇기 바쁜 음반"이라고 표현한 것과는 다른 반응을 보여준 것이다. 짐 드로가티스는 “Ecstasy”의 전체적인 사운드가 1960년대 미국 사이키델리아, 특히 로스앤젤레스에서 활동하는 밴드 러브의 사운드에 "더 화사하고, 더 낙관적인 분위기"가 들어갔다고 언급했다. 빌린다 부처가 참여한 첫 번째 작업물인 ‘Clair’는 1977년에 발표한 비틀즈의 라이브 음반인 “The Beatles at the Hollywood Bowl”에 들어간 관객의 소리지는 소리를 샘플링하였다. 해당 샘플은 기타의 되먹임 소리를 에뮬레이트하기 위해 오디오 필터로 처리했다.

## 트랙 리스트
전체 작사·작곡: 표시된 곳 제외 케빈 실즈
| #  | 제목                                             | 작사             | 작곡             | 재생 시간 |
| -- | ------------------------------------------------ | ---------------- | ---------------- | --------- |
| 1. | 〈She Loves You No Less〉                        |                  |                  | 2:34      |
| 2. | 〈The Things I Miss〉                            | 실즈, 오시오소익 | 실즈, 오시오소익 | 2:56      |
| 3. | 〈I Don't Need You〉                             |                  |                  | 3:08      |
| 4. | 〈(You're) Safe in Your Sleep (From This Girl)〉 |                  |                  | 2:31      |

| #            | 제목                             | 작사             | 작곡         | 재생 시간 |
| ------------ | -------------------------------- | ---------------- | ------------ | --------- |
| 5.           | 〈Clair〉                        | 실즈, 오시오소익 | 실즈         | 2:33      |
| 6.           | 〈You've Got Nothing〉           |                  |              | 3:41      |
| 7.           | 〈(Please) Lose Yourself in Me〉 | 실즈, 오시오소익 | 실즈         | 3:26      |
| 총 재생 시간 | 총 재생 시간                     | 총 재생 시간     | 총 재생 시간 | 19:29     |

## 참여진
크레딧은 “Ecstasy”의 라이너 노트에서 발췌하였다.
마이 블러디 밸런타인
- 케빈 실즈 – 보컬, 기타
- 빌린다 부처 – 보컬, 기타
- 데비 구지 – 베이스
- 콜름 오시오소익 – 드럼

추가 음악 참여자
- 닉 브라운 – 바이올린 (트랙 5)

기술
- 마이 블러디 밸런타인 – 프로듀싱
- 스티브 넌 – 엔지니어링
- 루시 스미스 – 사진

## 차트
| 차트 (1987)               | 최고 순위 |
| ------------------------- | --------- |
| 영국 인디펜던트 음반 차트 | 12        |

### 참고 문헌
- 드로가티스, 짐 (2003). 《Milk It!: Collected Musings on the Alternative 작곡 Explosion of the 90s》. 다 카포 프레스. ISBN 978-0-306-81271-2.
- 디페르나, 알란 (1992). “Bloody Guy”. 《기타 월드》 (해리스 퍼블리케이션) (1992년 3월).
- 라킨, 콜린 (1992). 《The Guinness Who's Who of Indie and New Wave Music》. 기네스 퍼블리싱. ISBN 0-85112-579-4.
- 라젤, 베리 (1997). 《Indie Hits: 1980–1989: The Complete Guide to UK Independent Charts (Singles & Albums)》. 런던: 체리 레드. ISBN 0-9517206-9-4.
- 무어, 크리스티 (2006). 《The Unultimate Rockopedia》. 어서하우스. ISBN 978-1-4670-1246-1.
- 맥고니얼, 마이크 (2007). 《Loveless》. 33⅓. 뉴욕: 콘티넘. ISBN 978-0-8264-1548-6.